# Xisco Campos
Francisco Javier Campos Coll (ur. 10 marca 1982 w Binissalem) – hiszpański piłkarz występujący na pozycji obrońcy, zawodnik Pontevedra CF.

## Życiorys

### Kariera klubowa
Od 2001 był zawodnikiem hiszpańskich klubów: RCD Mallorca B, RCD Mallorca, Levante UD B, Écija Balompié, Real Murcia, CD Castellón, Gimnàstic Tarragona i SD Ponferradina.
1 września 2020 podpisał kontrakt z hiszpańskim klubem Pontevedra CF z Segunda División B, umowa do 30 czerwca 2021; bez odstępnego.